# せんだ雄太
せんだ 雄太（せんだ ゆうた、1980年1月3日 - ）は、日本の俳優、政治家。東京都出身。千葉県いすみ市議会議員。立正大学仏教学部卒業。
父は俳優でタレントのせんだみつお、妹はタレントでMCのせんだるか。義理の弟はプロゴルファーの山本崇文（山本浩二の実子）。
2002年より夷隅郡岬町（現いすみ市）に定住し、コーヒーショップ経営などのかたわら俳優業を続ける。2022年11月に行われたいすみ市議会議員選挙に第5位で当選。
趣味はサーフィン、マラソン、スノーボード。木更津市の暁星国際高等学校の寮に入っていたときにサーフィンのとりことなり、いすみ市に移住した理由もサーフィンがきっかけである。

## 出演

### テレビドラマ
- 浅草ふくまる旅館（2007年、TBS） - 飯田哲平 役 ※デビュー作[5]
  - 第1シリーズ
  - 第2シリーズ
- 風の少年〜尾崎豊 永遠の伝説〜（2011年、テレビ東京）
- 月曜ゴールデン（TBS）
  - 十津川警部シリーズ
    - 第43作「伊勢志摩殺人迷路〜円空の謎〜」（2010年3月29日）- 三重県警伊勢志摩警察署 刑事 役
    - 第50作「消えたタンカー」（2013年9月9日）- フェリーの三航士 役
- 月曜名作劇場（TBS）
  - 十津川警部シリーズ（2017年 - ）- 野中鑑識官 役
- レッドクロス〜女たちの赤紙〜（2015年、TBS）
- 松本清張ミステリー時代劇 第10話「雨と川の音」（2015年、BSジャパン）
- 制服捜査2（2016年、TBS）- 塩川隆 役
- おんな城主 直虎（2017年、NHK総合）
- 警視庁捜査一課9係（2017年）- 安西将太 役
- 警視庁・捜査一課長 season6（2022年、テレビ朝日）- 蝶野成行 役

### バラエティー
- メレンゲの気持ち（日本テレビ）

### CM
- 大塚製薬 カロリーメイト

### 舞台
- Can I help you?（2012年、わをん企画）
- 信長（2012年、劇団空感エンジン）
- 7丁目16番地ゆめ屋〜ヨンDE巻〜（2012年、劇団空感エンジン）
- 東京ZOOM 2（2012年、劇団空感エンジン）
- ゴドーを待ちながら（2013年、わをん企画）
- WNハムレット（2013年、わをん企画）
- ダル・セーニョ（2014年、STAGE×12 vol.10）

### 雑誌
- おとなの流儀（2016年）